# Federazione calcistica di Palau
La Federazione calcistica palauana (in inglese Palau Football Association, acronimo PFA) è l'organo che governa il calcio a Palau. Pone sotto la propria egida il campionato e la Nazionale palauana. Fu fondata nel 2002 non è affiliata all'AFC e neanche alla FIFA, ma è associata all'OFC dal 2008.